# Ivan Vrona
Ivan Vrona ou Wrona (en russe : Ива́н Ива́нович Вро́на ; en ukrainien : Іва́н Іва́нович Вро́на), né le 17 septembre 1887 à Otrocz, mort le 5 janvier 1970 à Kiev, est un critique d'art et artiste peintre ukrainien, connu aussi pour son engagement politique. Il est recteur de l'Institut d'art de Kiev de 1924 à 1930, et l'un des fondateurs de l'Association d'art révolutionnaire d'Ukraine (ARMU), PHD (1951). Il est membre de l'Union des artistes de la RSS d'Ukraine et membre du Comité exécutif central panukrainien (1921).

## Biographie
Ivan Ivanovich Vrona naît le 17 septembre 1887 (selon le calendrier julien ; le 29 septembre selon le calendrier grégorien), dans le village d'Otrocz, dans la province de Lublin. 
En raison de ses activités révolutionnaires, il est déporté deux ans en Sibérie. Il étudie à la fois le droit et l'art. En 1912–1914, il étudie à l'atelier d'art Konstantin Yuon à Moscou. En 1914, il est diplômé de la Faculté de droit de l'Université de Moscou. De 1918 à 1920, il continue à étudier à l'Académie ukrainienne des arts de Kiev.
De 1924 à 1930, il est le premier recteur de l'Institut d'art de Kiev, appelé l'Académie nationale des Beaux-arts et d'Architecture, puis il y est professeur de 1930 à 1933 et de 1945 à 1948. En parallèle, il est directeur du Musée des Arts de l'Académie pan-ukrainienne des sciences (VUAN) (aujourd'hui Bogdan et Barbara Khanenko Art Museum) de 1925 à 1931. Il est en 1925 le fondateur de l'Association de l'art révolutionnaire de l'Ukraine, et en est membre jusqu'en 1932,. 
Parallèlement, dans les années 1920, il est membre à part entière de la Commission sociologique de VUAN, associé du département de recherche sur le marxisme-léninisme de la VUAN. En 1926-1930, il est président de la Commission suprême du répertoire cinématographique du Commissariat du peuple à l'éducation de la RSS d'Ukraine. De 1930 à 1932, il dirige la succursale de Kiev de la maison d'édition d'État d'Ukraine.
Il connaît la répression politique en 1933. De 1934 à 1936, il est envoyé dans un camp de travail en Sibérie. De 1936 à 1941, il travaille à Moscou et à Mozhaysk. Il est réhabilité en 1943. De 1943 à 1944, il enseigne à l'université d'État d'Asie centrale à Tachkent. 
Autorisé à retourner en Ukraine en 1944, il devient associé de recherche auprès de l'Institut des Beaux-Arts et du folklore de l'Académie des sciences de la RSS d'Ukraine. Il écrit des monographies sur des artistes et un chapitre encyclopédique sur l'histoire de l'art.
Il meurt le 5 janvier 1970 à Kiev.

## Publications
- Art révolutionnaire et ARMU, 1926[5].
- Voies de l'art ukrainien contemporain, 1928[6].
- Karpo Trokhymenko, 1957.
- Mykhailo Derehus, 1958.
- Anatol Petrytsky, 1968.